# Miquel d'Esplugues
Miquel d'Esplugues (Esplugues de Llobregat, Baix Llobregat, 1870 - Barcelona, 1934) foi o nome religioso do escritor catalão e frei capuchinho Pere Campreciós i Bosch.
Orfão de pai aos seis anos, cursó Humanidades no Seminário Conciliar de Barcelona e em 1887 ingressou na ordem capuchinha. Foi professor de filosofia (1892) e teologia (1898) e foi ordenado sacerdote em 1893.  Como primer definidor e vicário in capite da província capuchinha navarro-catalana, em 1900 conseguiu a restauração da antiga província catalã e foi nomeado provincial (1905-1915 e 1918-1921).
Em 1907 fundou e dirigiu a revista Estudios Franciscanos e em 1925 a primeira revista catalã de filosofia Criterion.
Exerceu uma grande influência sobre a Liga Regionalista catalã e foi home de confiança de Francesc Cambó. Estructurou a Fundação Bíblica Catalã e foi o presidente. 

## Obras
- Nostra Senyora de la Mercè. Estudi de psicologia ètnico-religiosa de Catalunya (1916). (em catalão)
- Sant Francesc de Sales, esperit i màximes (1906). (em catalão)
- Quatro volumes de comentários sobre o Pai Nosso (1920-1923). (em catalão)
- Três volumes de Miscel·lània de filosofia religiosa (1924-1927). O título do terceiro é La vera efígie del Poverello, e trata sobre são Francisco de Assis. (em catalão)
- El missatge d'Israel: Israel, Jesús, Sant Pau (1934). (em catalão)